# Az utolsó emberig (film, 2016)
Az utolsó emberig (eredeti cím: Blood Father) 2016-ban bemutatott francia akció-thriller, melyet azonos című regényéből Peter Craig írt és Jean-François Richet rendezett. A főszereplők Mel Gibson, Erin Moriarty, Diego Luna, Michael Parks és William H. Macy.
Világpremierje a 2016-os Cannes-i fesztiválon volt 2016. május 21-én, a Lionsgate 2016. augusztus 12-én adta ki. A film általánosságban pozitív értékeléseket kapott a kritikusoktól. A Metacritic oldalán a film értékelése 66% a 100-ból, ami 16 véleményen alapul. A Rotten Tomatoeson az Utolsó emberig 88%-os minősítést kapott, 95 értékelés alapján.

## Cselekmény
Lydia töltényeket vásárol egy fegyveresboltban barátja, Jonah Pincerna és bandája számára. A banda megöl egy bérlőt, aki ellopta a banda bérbeadott házában elrejtett pénzt. Jonah kikötözi az egyik, még élő lakót és Lydiát kényszeríti a megölésére. Lydia azonban véletlenül nyakon lövi Jonaht, majd elmenekül a bűncselekmény helyszínéről. A lány kapcsolatba lép elhidegült apjával, John Linkkel (Mel Gibson), egy próbaidőn lévő elítélttel, aki hét év letöltött börtönbüntetés után alkoholproblémákkal küszködik. A férfi felveszi Lydiát és elviszi a lakókocsijába, ahol megtudja, hogy lánya drog- és alkoholfüggő. Néhány nap eseménytelenül elmúlik, bár Lydia halálos fenyegetéseket kap a banda tagjaitól.
Egy este Jonah bandájának tagjai elmennek John lakókocsijához. Miután nem adták meg magukat, tüzet nyitnak a kocsira és terepjáróval felborítják azt. Kirby, John szomszédja és támogatója, valamint más fegyveres lakos odasiet, hogy beavatkozzanak, ekkor a banda visszavonul.

## Szereplők
| Szerep                  | Színész         | Magyar hang        |
| ----------------------- | --------------- | ------------------ |
| John Link               | Mel Gibson      | Sörös Sándor       |
| Lydia Link              | Erin Moriarty   | Törőcsik Franciska |
| Kirby                   | William H. Macy | Gyabronka József   |
| Jonah Pincerna          | Diego Luna      | Karácsonyi Zoltán  |
| Tom "Prédikátor" Harris | Michael Parks   | Ujréti László      |
| Jason                   | Thomas Mann     | Csémy Balázs       |
| Cherise                 | Dale Dickey     | Andresz Kati       |
| Shamrock                | Ryan Dorsey     | Ember Márk         |
| Joker                   | Richard Cabral  | Szatory Dávid      |
| Arturo Rios             | Miguel Sandoval | Harsányi Gábor     |

## A film készítése
Mel Gibson 2014. március 28-án folytatott végső tárgyalásokat arról, hogy csatlakozik Az utolsó emberig című thrillerhez, Jean-François Richet rendező következő munkájához. Peter Craig a forgatókönyvet saját, azonos című regénye alapján írta, miközben a Why Not Productions filmprodukciós cég és Chris Briggs lett a film producere. Április 24-én Erin Moriarty csatlakozott a filmhez, mint Gibson karakterének lánya. Május 5-én bejelentették, hogy a Wild Bunch filmforgalmazó cég fogja világszerte bemutatni a filmet. Június 6-án Richard Cabral csatlakozott a filmhez, hogy eljátssza Jokert, a mexikói maffia végrehajtóját. Június 14-én William H. Macy a Twitteren tette közzé, hogy a filmben Gibson oldalán fog szerepelni. Június 17-én Elisabeth Röhm aláírt a filmre, mint Gibson elhidegült felesége, ám szerepét kivágták az elkészült filmből.

### Forgatás
A film forgatása 2014. június 5-én vette kezdetét Albuquerqueban (Új-Mexikó). Június 23-án Gibson leforgatott néhány jelenetet az Albuquerque-i börtönben. Egy hónapos forgatás után a produkció 2014. július 3-án befejeződött.

## Bemutató
2014 decemberében a Lionsgate megszerezte a filmhez fűződő amerikai jogokat. Az utolsó emberig világpremierjét a Cannes-i filmfesztiválon tartották 2016. május 21-én. Az Amerikai Egyesült Államokban 2016. augusztus 12-én adták ki a filmet.